# Acacia signata
Acacia signata — вид квіткових рослин з родини бобових. Ареал: Австралія (Західна Австралія).

## Середовище
Часто зустрічається на піщаних рівнинах, зростаючи на піщаних ґрунтах як частина вересових, чагарникових та чагарникових угруповань.

## Біоморфологічна характеристика
Струнке, неохайне, плакуче дерево або кущ зазвичай виростає до висоти від 1 до 4 метрів. Висячі або дугасті гілочки часто вкриті дрібним білим порошком. Вічнозелені філодії зазвичай висячі, від лінійної або лінійно-еліптичної форми, прямі або злегка вигнуті; вони сіро-зелені, завдовжки від 10 до 20 см, ушир від 4 до 10 мм, мають численні тонкі жилки. Цвіте з серпня по жовтень, утворюючи жовті квітки. Суцвіття зустрічаються групами по один-чотири квіткові колоси циліндричної форми, які мають довжину від 12 до 23 мм і діаметр від 6 до 7,5 мм. Стручки мають вигнуту або лінійну форму та підняті над насінням; вони мають довжину до 7 см та ширину від 5 до 6 мм, голі з білим порошкоподібним нальотом. Блискуче темно-коричневе насіння всередині розташоване поздовжньо та має стиснуту, майже дископодібну форму завдовжки від 4 до 4,5 мм.